# Микели (Латвия)
Микели (латыш. Miķeļi, Miķeļdiena) — праздник латышского осеннего солнцестояния и плодородной части года. 
В латышском фольклоре Микелисом называют доброго и богатого человека, а также отца хлеба, который ассоциируется с приходом осеннего урожая. Согласно старому календарю, этот праздник отмечался примерно во время осеннего солнцестояния (около 21—23 сентября), когда длина ночи равна длине дня. В наши дни Микели приходятся на 29 сентября.
В латышском языке праздник называется apjumības или appļāvības, потому что это последний день, когда жнут зерно. Наиболее характерным языческим ритуалом была ловля Юмиса, с помощью которого крестьяне обеспечивали плодородие урожая в ближайшие годы. Бор также считался жилищем Микелиса, что выражало его заботу о сборе лесных богатств.

## Праздничные традиции
Жатва
Согласно древним земледельческим поверьям, в зерне жило божество плодородия Юмис, и только тот земледелец, в чьем зерне обитал Юмис, выращивал хороший хлеб. Поэтому нужно было оставлять немного зерна, чтобы Юмис чувствовал себя лучше, и не оставлять поля навсегда, потому что если хоть раз поле оставалось без комка зерна, Юмису становилось плохо, и он не возвращался.
Когда семья торжественно отправлялась жать последнюю крошку на Микели, все жнецы жали со всех сторон к середине крошки, где оставался небольшой пучок зерна. Его завязывали узлом и использовали в магических целях, веря, что в нем спрятан Юмис. Иногда пучок завязывали в полог, а землю копали у корней Юмиса, и всех червей и насекомых под последним пучком называли Юмис. Если насекомые, появившиеся при раскопках, поспешно убегали обратно, это означало, что впереди их ждут хорошие дела. Точно так же мыши, лягушки и другие существа, сбежавшие в последнюю связку, считались Юмисами.
Ритуалы жертвоприношения
Поскольку на Микели начинается сезон жатвы,  крестьяне приносили в жертву воск, масло, хлеб, сыр, мясо, шерсть и деньги. Уже в 1570 году в "Книге церковных законов Курляндского герцогства" говорилось, что духовенство должно следить за тем, чтобы латышские крестьяне не практиковали душегубство с Микели дня до Дня всех святых. Также запрещались воск, свечи, шерсть, курица, яйца, масло и т.д. На Микели, как и в день Святого Георгия, повторялось жертвоприношение петуха и обмазывание двери хлева кровью, чтобы в хлев не проникли злые духи, а только Святой Микелис.
Заветы и брак
Во время ловли Юмиса незамужние дочери наблюдали за насекомыми, которые олицетворяли плодородие природы. Если найденное насекомое было красивым, говорили дочери, что и мужья у них будут красивые. Микели было последним временем, когда избранную дочь можно было выдать замуж и обручить. После Микели свадьбу откладывали на другой год.

## Микели в традициях других народов
В средневековой католической традиции архангел Михаил был покровителем воинов. День Михаила (Михаэля) отмечался в основном в Северной Европе, немцы называют его Michaelis или Michaeli, англичане Michaelmas, шведы Mickelsmäss, датчане Mikkelsdag, финны Mikkelinpäivä и эстонцы Mihklipäev.
Со времен Средневековья до XVIII века этот праздник служил крайним сроком уплаты налогов и арендных платежей. Традиционным праздничным блюдом в этот день был жареный гусь.